# Кузьмина, Евгения Алексеевна
 Евгения Алексеевна Кузьмина  (род. 9 августа 1986) – казахстанская ориентировщица на лыжах. Мастер спорта Республики Казахстан международного класса

## Биография
На зимней Азиаде 2011 года стала чемпионкой в эстафете, а также завоевала две серебряные награды – на средней и длинной дистанции – и бронзу – в спринте.